# Cock-a-Doodle-Duel
Cock-a-Doodle-Duel est un cartoon, réalisé par Peter Shin et sorti en 2004, qui met en scène Charlie le coq et Miss Prissy.